# Кик (Па де Кале)
Кик (фр. Cucq) насеље је и општина у североисточној Француској у региону Север-Па д Кале, у департману Па де Кале која припада префектури Montreuil.
По подацима из 2011. године у општини је живело 5166 становника, а густина насељености је износила 392,55 становника/km². Општина се простире на површини од 13,16 km². Налази се на средњој надморској висини од 5 метара (максималној 45 m, а минималној 3 m).

## Демографија
| 1962. | 1968. | 1975. | 1982. | 1990. | 1999. | 2011. |
| ----- | ----- | ----- | ----- | ----- | ----- | ----- |
| 3.323 | 3.883 | 4.154 | 4.373 | 4.299 | 4.912 | 5.166 |

График промене броја становника у току последњих година